# Guerra de independência da Grécia
A guerra de independência da Grécia (1821–1829), também conhecida como a Revolução Grega (em grego: Ελληνική Επανάσταση, transl. Elliniki Epanastasi; em turco otomano: يؤنان ئسياني, transl. Yunan İsyanı), foi uma guerra promovida pelos gregos com o intuito de conquistar a independência da Grécia contra o Império Otomano. Após o longo período de conflito e com a ajuda das Grandes potências, a independência foi finalmente garantida por meio do Tratado de Constantinopla em julho de 1832. O povo grego foi o primeiro a adquirir o estatuto de Estado soberano frente ao Império Otomano. O aniversário do dia da independência (25 de março de 1821) é um feriado nacional na Grécia.

## Contexto
A Queda de Constantinopla em 1453 e a subsequente queda de Trebizonda (Grego: Trapezous ou Trapezounda) e Mistra em 1461 marcaram o fim da soberania grega por praticamente quatro séculos. O Império Otomano passou a controlar toda a Grécia, com a exceção das Ilhas Jónicas e a península de Mani
, após as conquistas dos territórios remanescentes do Império Bizantino com o passar dos séculos XIV e XV. Apesar de os gregos terem preservado a cultura e as tradições, principalmente por meio da Igreja Ortodoxa Grega, eles foram um povo submisso e sem direitos políticos básicos. Entretanto, nos séculos XVIII e XIX, com o crescimento do nacionalismo revolucionário por toda a Europa, inclusive na Grécia (em larga medida, devido à influência da Revolução Francesa), o poder do Império Otomano estava declinando e o nacionalismo grego começou a afirmar-se. A causa grega começava a obter apoio não apenas dos filelenos ocidentais europeus, mas também dos muitos mercadores gregos espalhados pela Europa Ocidental e pela Rússia, que prosperaram com a guerra russo-turca de 1768–1774 e o Tratado de Küçük Kaynarca, que permitiu a navegação dos mercadores gregos sob bandeira russa.

### Os gregos durante a dominação otomana

O padre Germanos abençoa a bandeira em Agia Lavra. Óleo sobre tela de Teodoros Vryzakis.

A Revolução Grega não foi um evento isolado. Houve numerosas tentativas de recuperar a independência durante o período de ocupação otomana da Grécia. Em 1603, houve uma tentativa na Moreia (Peloponeso) de restaurar o Império Bizantino. Durante o século XVII, houve grande resistência contra os turcos no Peloponeso e outros lugares, como fica evidenciado nas revoltas lideradas por Dionísius em 1600 e 1611 no Epiro. O controlo otomano sobre a Moreia foi interrompido durante o período em que Veneza tomou o poder da península, entre a década de 1680 e a reconquista otomana em 1714-1715. A província permaneceu em agitação desde então, pois com o decorrer do século XVII, os bandos de kleftes multiplicaram-se. A primeira grande revolta foi a revolta de Orlov nos anos 1770, que, apesar apoio russo, foi esmagada pelos otomanos. A península de Mani, na região sul do Peloponeso resistiu continuamente ao domínio turco, gozando de algum grau de autonomia e derrotando muitas incursões turcas na região. A mais famosa delas foi a invasão otomana de Mani.
No mesmo período, alguns gregos usufruíram de posição privilegiada no Estado Otomano como membros 
da burocracia otomana. Gregos controlavam as questões da Igreja Ortodoxa e do Patriarcado Ecuménico, baseado em Constantinopla, e o alto clero da Igreja Ortodoxa sempre foi dominado pelos gregos. Desta maneira, com o Millet otomano, a hierarquia predominantemente grega na Igreja possibilitou-lhe o controlo sobre os assuntos relativos à ortodoxia. Do século XVIII em diante, fanariotas gregos assumiram cargos cada vez mais prestigiados no governo do Império Otomano.

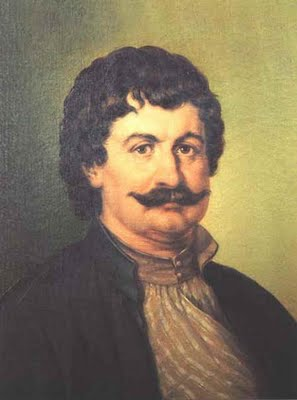
Rigas Feraios, doutrinador da revolução grega

Uma forte tradição marítima nas ilhas do Egeu, somada ao surgimento de uma influente classe mercante durante o Século XVIII, trouxe riqueza suficiente para fundar escolas e bibliotecas e pagar os jovens gregos para seus estudos em universidades da Europa Ocidental. Ali entraram em contato com ideias radicais do Iluminismo e da Revolução Francesa. Personagens bem-educados e influentes da diáspora grega, como Adamantios Korais, tentaram difundir tais ideias no retorno à Grécia com o objetivo de firmar a identidade nacional. Isso foi alcançado com a disseminação de livros e panfletos em língua grega; um processo que pode ser descrito como o "iluminismo grego".
O mais influente desses escritores e intelectuais, que ajudou a moldar a opinião pública dos Grécia, tanto interna quanto externamente ao Império Otomano, foi Rigas Feraios. Nascido na Tessália e educado em Constantinopla, Feraios publicou um jornal em idioma grego, o Efimeris, em Viena na década de 1790. Fortemente influenciado pela Revolução Francesa, publicou uma série de panfletos revolucionários e propôs uma constituição republicana para os gregos; posteriormente, também para nações balcânicas. Preso por oficiais austríacos em Trieste no ano de 1797, foi entregue a oficiais otomanos e transportado para Belgrado, junto com colegas conspiradores. Foram todos estrangulados até a morte e seus corpos atirados no Rio Danúbio (junho de 1798). A morte de Feraios insuflou o nacionalismo grego. Seu poema nacionalista, o thourios (em grego: canção de guerra), foi traduzido em diversos idiomas da Europa Ocidental, posteriormente, em línguas balcânicas. Serviu como um cântico nacionalista aos gregos frente ao domínio otomano. Um dos trechos do poema é "Καλλιῶναι μίας ὥρας ἐλεύθερη ζωή, παρὰ σαράντα χρόνοι, σκλαβιὰ καὶ φυλακή", em grego (traduzido em português para "Antes uma hora de liberdade do que quarenta anos de serventia e cárcere."

### Kleftes e armatolos

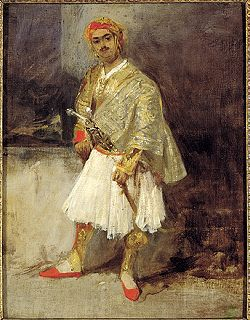
Armatolos

Os kleftes (Κλέφτες) e os armatolos (Αρματολοί) tiveram uma importância crucial para a revolução grega. Após a conquista da Grécia pelos otomanos no século XV, muitas das tropas gregas restantes (forças bizantinas regulares, milícias locais ou mercenárias) precisaram de se integrar ao exército otomano na forma de janízaros, ou servir a exércitos privados de notáveis locais otomanos ou trabalhar por conta própria. Sob tais circunstâncias, muitos gregos, com o desejo de preservar suas identidades culturais, de manter a religião cristã-ortodoxa e a independência, escolheram o caminho do banditismo. Muitos dos que escaparam partiram para as montanhas e formaram milícias independentes, passando a ser chamados de kleftes. Já os que preferiram servir os otomanos ficaram conhecidos por armatolos, mas havia muita alternância entre os dois grupos.
Com o tempo, os otomanos passaram a ter muita dificuldade de distinguir os armatolos dos kleftes. Tais grupos começaram a estreitar as relações e a criar uma identidade étnica comum. Essa empatia fundamentava-se nos sentimentos mútuos de repulsa à ocupação estrangeira. Muitos armatolos pegaram em armas contra os turcos no deflagrar da revolução. Entre eles, estavam: Odisseas Androútsos, Georgios Karaiskakis, Atánasios Diakos e Markos Bótsaris.

### Preparativos para a revolta
Em 1814, três mercadores gregos, Nikolaos Skoufas, Manolis Xantos, e Atanásios Tsakalov, inspirados pelas ideias de Feraios e influenciados pela Carbonária italiana, fundaram uma organização secreta, a Filiki Eteria ("Sociedade dos Amigos"), em Odessa, um centro importante de mercadores da diáspora grega. Com o suporte de exilados gregos na Grã-Bretanha e Estados Unidos e com a ajuda de simpatizantes da Europa Ocidental, eles planearam a rebelião. O objetivo básico da sociedade foi de reviver o Império Bizantino, com Constantinopla como capital, em vez da formação de um Estado nacional. No início dos anos 1820, Ioánnis Kapodístrias, um oficial das Ilhas Jónicas que se tornou Ministro das Relações Exteriores da Rússia, foi indicado para ser líder da Sociedade, mas recusou a oferta. Os filikos (membros da Filiki Eteria) então recorreram a Alexander Ypsilantis, um fanariota que serviu o exército russo como general e assistente do czar Alexandre I, que aceitou.
A sociedade cresceu rapidamente, aliciando membros em diversas regiões povoadas por gregos. Entre eles estavam personagens que assumiriam papéis importantes durante a guerra, como Teodoros Kolokotronis, Odisseas Androútsos e Papaflessas. Em 1821, o Império Otomano estava ocupado numa guerra contra a Pérsia e com a revolta promovida por Ali Paxá no noroeste da Grécia. Enquanto isso, as Grandes potências, aliadas sob o "Concerto da Europa", em oposição às revoluções decorrentes do período de Napoleão Bonaparte, estavam preocupadas com revoltas na Itália e na Espanha. Foi sob este contexto que os gregos decidiram mobilizar-se para uma revolta. As revoltas foram promovidas em três lugares primeiramente: o Peloponeso, os Principados do Danúbio e Constantinopla. Em 22 de Fevereiro de 1821, Alexandros Ipsilantis e muitos outros oficiais gregos do exército russo cruzaram o rio Prut na Moldávia. Considera-se essa data como representativa do início da insurreição.

## Filelenismo
Por causa da influência grega do período clássico, havia muita simpatia pela causa grega por toda a Europa. Muitos aristocratas dos Estados Unidos e da Europa Ocidental, como o poeta Lord Byron, pegaram em armas e se juntaram aos revolucionários gregos. Outros financiaram a revolução. O historiador escocês e fileleno, Thomas Gordon, participou da luta revolucionária e escreveu posteriormente, em língua inglesa, as primeiras histórias sobre a revolução grega.

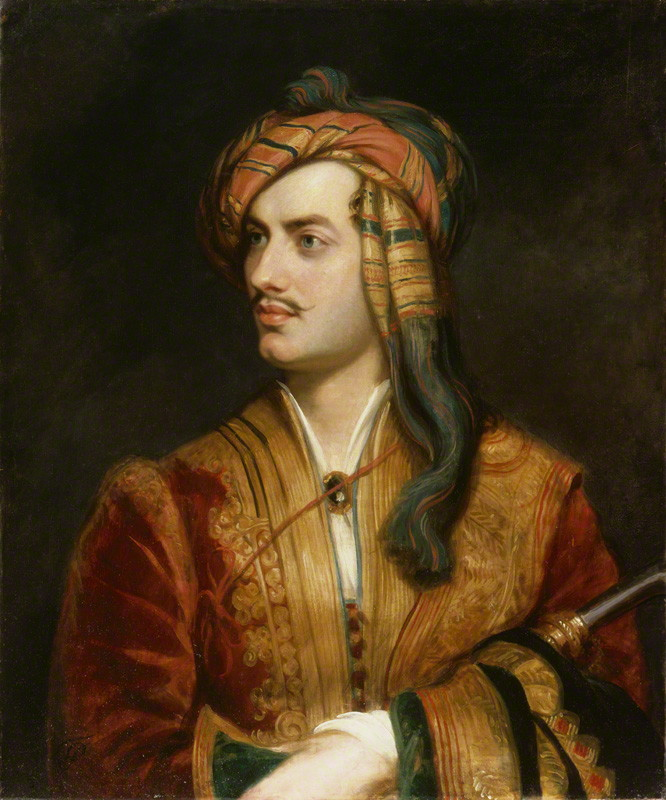
Lord Byron foi um importante fileleno inglês, que faleceu durante a revolução grega.

Assim que a revolução começou, as atrocidades otomanas tiveram ampla divulgação na Europa e elevaram a simpatia pela causa grega na Europa Ocidental. Por outro lado, os governos do Reino Unido e da França suspeitaram por certo tempo de que a revolta tenha sido arquitetada pela Rússia, com o objetivo de tomar a Grécia (e possivelmente Constantinopla) dos otomanos. Os gregos se encontravam incapazes de estabelecer um governo estável nas áreas controladas e logo se envolveram em brigas internas. Os conflitos entre gregos e otomanos continuaram até 1825, quando o sultão Mehmet Ali requisitou a ajuda do Egito, o seu Estado vassalo mais forte da época.

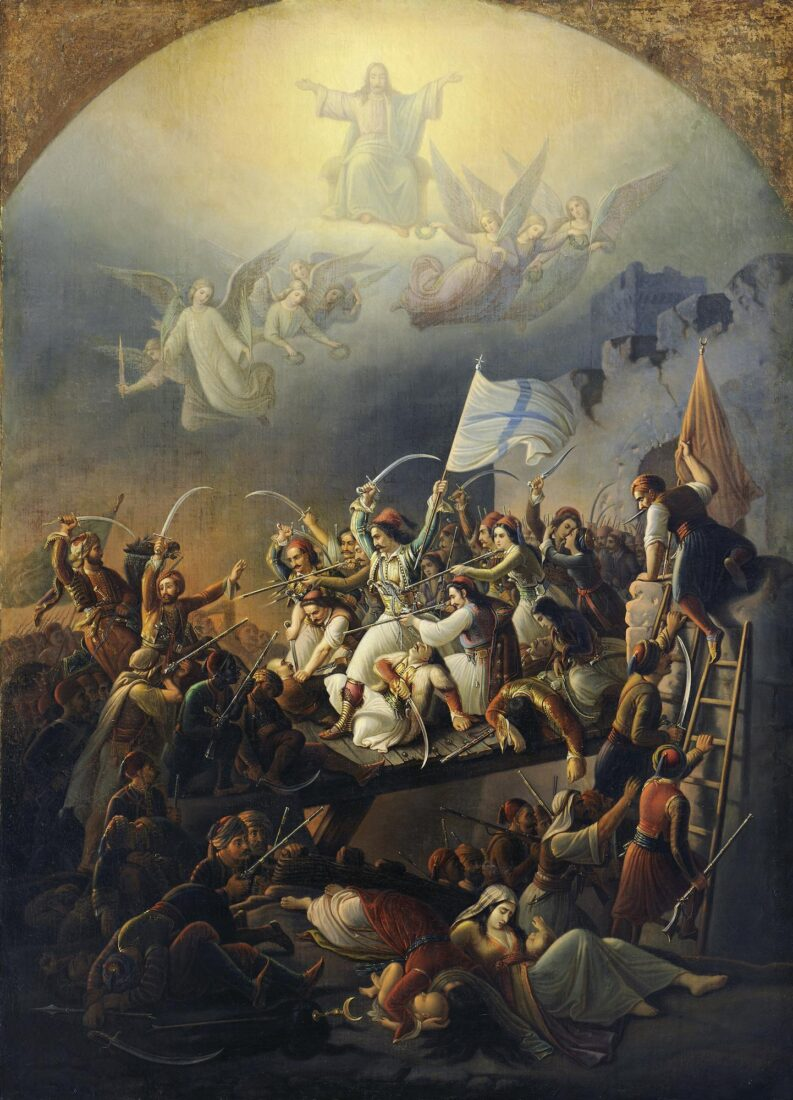
A saída de Messolongi, por Teodoros Vryzakis.

Na Europa, a revolução grega adquiriu ampla simpatia do público, mas pouca por parte das Grandes potências. A Grã-Bretanha apoiou a insurreição de 1823 em diante a partir do momento que ficou clara a fraqueza dos otomanos, apesar dos russos procurarem limitar a influência britânica sobre os gregos.
Lord Byron passou certo tempo na Albânia e na Grécia coletando fundos e suprimentos (incluindo a provisão de muitos barcos), mas faleceu de febre em Mesolongi em 1824. A morte de Byron teve repercussão pela Europa e adicionou maior apoio à causa grega. Isso finalmente levou as potências ocidentais a intervir diretamente no conflito.

## Deflagração da revolta

### A revolução nos principados do Danúbio
Alexandros Ipsilantis foi selecionado como líder do Filiki Eteria em abril de 1820 e tomou a tarefa de planejar a insurreição. Ipsilantis tinha a intenção de incentivar uma rebelião generalizada por todos os territórios dos Bálcãs habitados por cristãos, talvez forçando assim a Rússia a intervir. Em 22 de Fevereiro de 1821, ele atravessou o rio Prut com seus seguidores, penetrou nos Principados do Danúbio e procurou convencer os cristãos locais romenos a se juntarem à rebelião. Dois dias após atravessar o rio, em 24 de fevereiro, Ipsilantis fez uma proclamação pedindo a todos os gregos e cristãos para se revoltarem contra os otomanos.
Em vez de avançar diretamente até Brăila, onde poderia ter evitado que o exército otomano invadisse os principados, ele permaneceu em Iaşi e ordenou a execução de muitos moldávios pró-otomanos. Em Bucareste, onde chegou no dia 27 de março após algumas semanas de atraso, decidiu que não poderia contar com os pandures da Valáquia para continuar a revolta na Oltênia. Ipsilantis perdeu a confiança do líder pandur Tudor Vladimirescu, que, como aliado da Eteria, havia iniciado a rebelião, enquanto procurava preservar as relações com a Rússia e com os otomanos.
O ex-ministro das relações exteriores russo, Ioánnis Kapodístrias, enviou uma carta para Ipsilantis, reprovando-o por mau uso do mandato concedido pelo Tsar, anunciando que seu nome havia sido retirado da lista do exército e exigindo que depusesse as armas. Ipsilantis ignorou a carta, mas Vladimirescu levou o assunto a sério e encerrou as relações com a Eteria. A perda da aliança com os romenos foi seguida pela intervenção otomana na Valáquia, o que levou os exilados gregos à derrota, culminando na desastrosa batalha de Drăgăşani e a destruição da Banda Sagrada em 7 de junho.
Alexandros Ipsilantis, acompanhado de seu irmão e dos seguidores remanescentes, recuou para Râmnic, onde, durante alguns dias, negociou com autoridades austríacas a permissão para atravessar a fronteira. Temendo que seus seguidores o entregassem aos turcos, ludibriou que a Áustria havia declarado guerra contra os turcos, e, após negociações com o comandante-em-chefe austríaco, atravessou a fronteira. No entanto, as determinações da Santa Aliança foram cumpridas pelo imperador Francisco I e o país negou o asilo aos líderes de revoltas em países vizinhos. Ipsilantis ficou enclausurado por sete anos. Na Moldávia, o conflito durou por mais um tempo, sob a liderança de Giorgakis Olímpios e Ioánis Farmakis
, mas ao final do ano, as províncias já se encontravam pacificadas pelos otomanos.

### A Revolução no Peloponeso
O Peloponeso, devido a sua longa tradição de resistência contra os otomanos, seria o bastião da revolta. Nos primeiros meses de 1821, com a ausência do governador turco e muitas de suas tropas, a situação era favorável para a insurreição grega contra a ocupação otomana. Teodoros Kolokotronis, um renomado klefte grego, que servira ao exército britânico nas Ilhas Jónicas durante as guerras napoleônicas, retornou em 6 de Janeiro de 1821 e partiu para a Península de Mani. Os turcos souberam da chegada de Kolokotronis e exigiram a sua rendição ao bey local, Petros Mavromichális, que, no entanto, não aceitou a exigência.

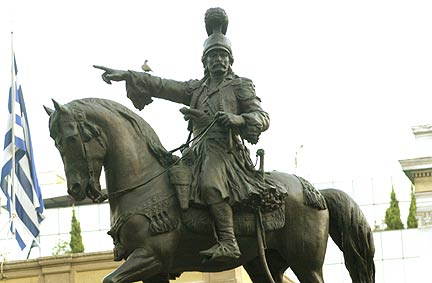
Estátua equestre de Teodoros Kolokotronis em Náuplia, Grécia

O encontro crucial ocorreu em Vostitsa (atual Égio), onde chefes e prelados de todos os cantos do Peloponeso se reuniram em 26 de janeiro. Neste lugar, os capitães kleftes assumiram prontidão para a revolta, enquanto que a maioria dos líderes civis se mostrava hesitante e pediu garantias sobre a intervenção russa. Apesar disso, as notícias sobre a marcha de Ipsilantis nos principados do Danúbio ajudaram a alterar os ânimos no Peloponeso, e, em meados de março, ocorreram incidentes esporádicos contra muçulmanos, prenunciando o início da revolução.

Uma popular bandeira revolucionária, ligada à família de Kolokotronis

Em 17 de Março de 1821, a guerra foi declarada contra os turcos pelos maniotas em Areópoli. Um exército de 2 mil maniotas, sob o comando de Petros Mavromichális, que incluía Kolokotronis, seu sobrinho Nikitaras e Papaflessas avançou até a cidade messena de Calamata, onde chegaram no dia 21 de março. Após dois dias sitiada, a cidade caiu em mãos gregas. Nesse mesmo dia, Andreas Londos, um primaz grego, insurgiu-se em Vostitsa.
Em Acaia, a cidade de Calávrita foi sitiada em 21 de Março. Em Patras, com o clima tenso, os otomanos transferiram seus bens para o forte em 28 de Fevereiro e seus familiares em 18 de Março. Em 22 de Março os revolucionários declararam a revolução na Praça de Agios Georgios em Patras, com a presença do arcebispo Germanos. No dia seguinte, líderes da revolução em Acaia enviaram um documento aos consulados estrangeiros, explicando as razões da revolução. Em 23 de Março, os otomanos promoveram ataques esporádicos contra a cidade, enquanto que os revolucionários, liderados por Panagiotis Karatzas, os repeliam de volta para o forte.
Pelo final de março, os gregos passaram a controlar efetivamente o território, enquanto que os turcos ficaram confinados aos fortes, destacando-se os de Patras, Rio, Acrocorinto, Monemvasia, Náuplia e a capital provincial, Trípoli, para onde muitos muçulmanos haviam fugido com suas famílias no início da revolta. Todos foram debilitadamente sitiados por forças irregulares locais sob comandos diversos, pois os gregos careciam de artilharia. Com a exceção de Trípoli, os fortes possuíam acesso ao mar e podiam ser supridos e reforçados pelas embarcações otomanas.
Kolokotronis, determinado a tomar Trípoli, a capital provincial otomana no Peloponeso, moveu-se até a Arcádia com 300 soldados gregos. Quando entrou na Arcádia, lutou contra uma força turca de 1 300 homens e conseguiu derrotá-la. Em 28 de Abril, alguns milhares de soldados maniotas, sob o comando dos filhos de Mavromichális, se integraram ao grupo de Kolokotronis. Em 12 de Setembro de 1821, a capital turca no Peloponeso caiu nas mãos de Kolokotronis e seus homens.

## A guerra marítima
Nos primeiros estágios da revolução, o desempenho nos mares era vital para os gregos. Se falhassem em conter a marinha otomana, ela poderia continuar a suprir as isoladas guarnições otomanas e desembarcar reforços das províncias asiáticas do Império Otomano, esmagando a rebelião. No início, a esquadra grega era equipada principalmente por três ilhas: Hidra, Spetsai e Psara. Cada ilha equipava, abastecia e sustentava seu próprio esquadrão e possuía um almirante próprio. Apesar de serem ocupados por uma tripulação experiente, os barcos gregos eram geralmente navios mercantes adaptados com armamentos leves. Não eram concebidos para guerras. Quanto aos otomanos, usufruíam de diversas vantagens: seus barcos eram concebidos para a guerra, eram supridos de recursos do vasto Império, o comando era centralizado e ficava sob as ordens de um Capitão Paxá. A marinha otomana era composta por 23 navios de linha, 7 ou 8 fragatas, 5 corvetas e em torno de 40 brigues.

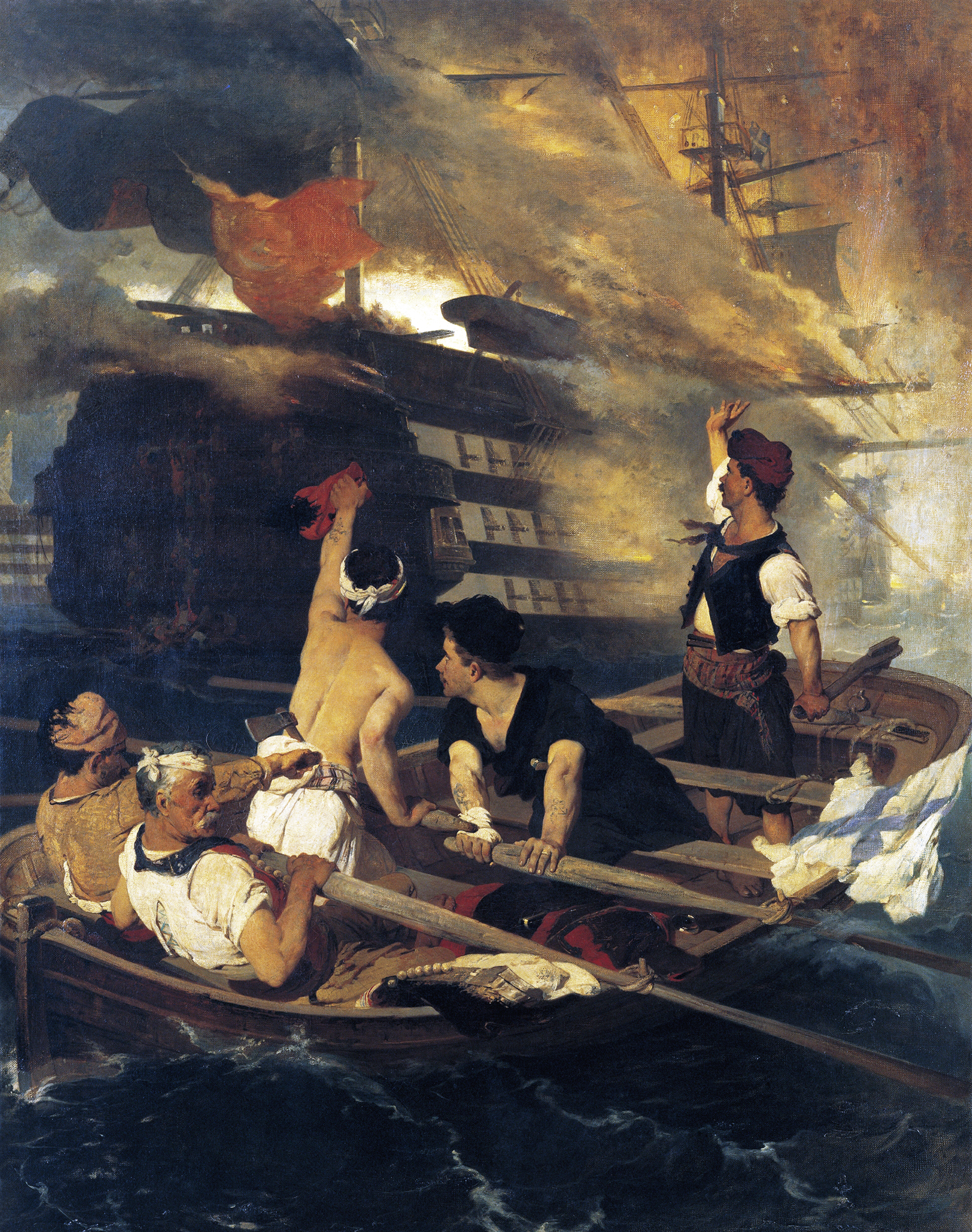
A destruição do navio-almirante turco em Quio, por Konstantínos Kanáris

Em face desta situação, os gregos decidiram utilizar brulotes (em grego:  πυρπολικά or μπουρλότα), que se mostraram eficazes contra as embarcações otomanas. Nos anos posteriores, os brulotes gregos adquiriram fama internacional por causa de atos como a destruição do navio-almirante otomano por Konstantínos Kanáris em Quio, após o massacre de Quio.

## Intervenção egípcia

A bandeira de Mani - "Vitória ou morte, de volta com o escudo ou em cima dele

Ao notar que as forças gregas estavam derrotando os turcos, o Sultão otomano pediu a ajuda do vassalo egípcio, Mehmet Ali. Os egípcios concordaram em enviar seus exércitos para a Grécia em troca de Creta, do Chipre e do Peleponeso. O Sultão otomano aceitou cedê-las ao controle egípcio e Mehmet Ali enviou seu filho para comandar a expedição. Enquanto isso, os gregos entraram em desordem por causa das rivalidades políticas, que resultaram em uma guerra civil.
Sob o comando de Ibraim Paxá, o filho do líder do Egito, Maomé Ali invadiu a Grécia, desembarcando em Metoni e capturando a cidade de Calamata e devastando-a. Com a confusão entre os gregos, Ibrahim devastou o Peloponeso. Após um curto período de sítio, capturou a cidade de Messolongi. Procurou então capturar Naúplio, mas foi repelido por Dimítrios Ipsilantis e Konstantinos Mavromichális, irmão de Petros. Grande parte do interior foi arruinada pelas tropas egípcias. O Paxá então desviou sua atenção para o único lugar do Peloponeso que permanecia independente, a Mani.
Ibrahim enviou um emissário para os maniotas exigindo a rendição, ou então devastaria suas terras como fez com o restante do Peloponeso. Em vez de se renderem, os maniotas o desafiaram. O tom da ameaça de Ibrahim os deixaram mais decididos a enfrentá-lo
.
Ibrahim tentou invadir Mani pelo nordeste, próximo a Almiro em 21 de Junho de 1826, mas foi forçado a parar próximo às fortificações de Vergas. Seu exército de 7 mil homens foi segurado por um exército de 2 mil maniotas e 500 refugiados de outras partes da Grécia. Ibrahim novamente tentaria invadir Mani, mas as forças turcas e egípcias foram novamente derrotadas pelos maniotas. Os maniotas perseguiram os egípcios até Calamata antes de retornar para Vergas. Essa batalha foi custosa para Ibrahim, pois além de sofrer 2.500 baixas, seu plano de invadir Mani pelo norte foi arruinado.

## Intervenção europeia

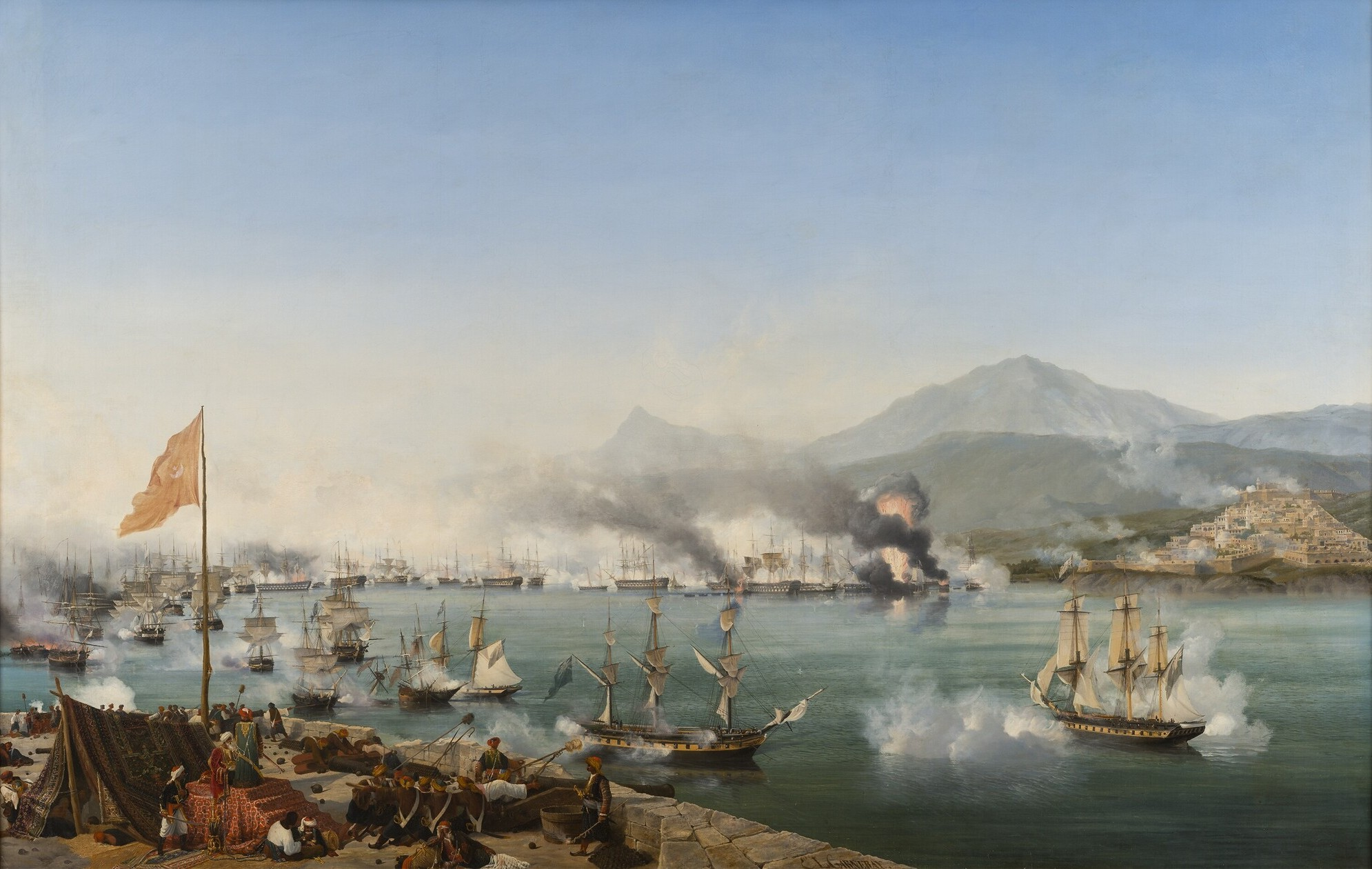
A batalha de Navarino. Destruição da esquadra turco-egípcia.

Em 20 de Outubro de 1827, esquadras britânicas, russas e francesas, por iniciativa de comandantes locais e com apoio tácito de seus governos, atacaram e destruíram a esquadra otomana durante a Batalha de Navarino (Πύλος). Esse seria um momento decisivo durante a guerra de independência. O almirante britânico Edward Codrington quase arruinou a sua carreira, pois não fora ordenado a alcançar tamanha vitória nem a destruir completamente a esquadra turco/egípcia. Em outubro de 1828, os gregos reagruparam e formaram um novo governo, liderado por Ioánnis Kapodístrias (Καποδíστριας). Eles então avançaram para tomar a maior quantidade de territórios possível, incluindo Atenas e Tebas, antes que os poderes ocidentais impusessem um cessar-fogo. Os gregos capturaram as últimas fortalezas turcas do Peloponeso, com a ajuda do general francês Nicolas Joseph Maison.
O último grande embate da guerra foi a Batalha de Petra, travada no norte da Ática. Forças gregas sob o comando de Dimítrios Ipsilantis, pela primeira vez treinadas para lutar como um exército regular europeu em vez de uma simples guerrilha armada, avançaram contra as forças otomanas. As forças gregas enfrentaram as tropas turcas e conseguiram derrotá-las. Os turcos cederam mais algumas terras em troca do direito de passagem para fora da Grécia Central.

## Massacres durante a revolução
Assim que a revolução começou, houve massacres em larga escala de civis tanto por parte dos revolucionários gregos quanto das autoridades otomanas. Os revolucionários gregos massacraram muçulmanos que habitavam o Peloponeso e a Ática, onde havia predominância das forças gregas, enquanto que os turcos massacraram muitos gregos, especialmente na Jônia (Ásia Menor), Creta, Constantinopla e as ilhas do Egeu, onde o movimento revolucionário era fraco. Os eventos incluem o massacre de Quio, o massacre de Psara, os massacres de turcos e judeus que se seguiram à queda de Trípoli e o massacre de Navarino. Harris J. Booras e David Brewer alegam que estes massacres por parte dos gregos foram apenas uma reação a eventos precedentes, como o massacre dos gregos de Trípoli, após a destruição da banda sagrada. No entanto, de acordo com os historiadores W.Alison Phillips, George Finlay, William St. Clair e Barbara Jelavich, os massacres se iniciaram simultaneamente com a deflagração da guerra.

## Negociações diplomáticas
O único grego que conseguiria ser apoiado pelos vários líderes rebeldes para se tornar presidente do novo Estado, Ioánnis Kapodístrias, foi assassinado em 1831 em Naúplia, o que levou a uma guerra civil. Ele foi assassinado pelos maniotas por ter exigido a estes o pagamento de taxas ao novo Estado grego e por demandar o aprisionamento de Petrobey (Petros Mavromichális). Com a continuação da desordem na península grega, as Grandes potências buscaram formalmente pelo fim da guerra e reconheceram o governo da Grécia. O trono grego foi primeiramente oferecido a Leopoldo I da Bélgica, mas que recusou, pois não podia concordar com o estabelecimento da fronteira de Aspropotamos-Zitouni, em detrimento da fronteira mais favorável de Arta-Vólos, considerada pelas Grandes potências anteriormente.
A retirada de Leopoldo como candidato ao trono da Grécia e as revoluções de 1830 na França atrasaram a resolução dos problemas fronteiriços do novo reino, até o momento em que um novo governo se formou no Reino Unido. O Lorde Palmerston, que foi Secretário das Relações Exteriores britânico, concordou com a fronteira de Arta-Vólos. Entretanto, uma mensagem secreta enviada pela plenipotenciária Baviera às cortes de Reino Unido, França e Rússia, não obteve resultado algum.
Em maio de 1832, Palmerston convocou a Conferência de Londres de 1832. As três Grandes potências (Reino Unido da Grã-Bretanha e Irlanda, França e o Império Russo) ofereceram o trono ao príncipe da Baviera, Otto Wittelsbach, sem consultar a opinião pública grega. A linha de sucessão foi também estabelecida. Em caso de sucessão, a coroa deveria ser passada aos herdeiros de Otto, ou ao seu irmão caso não houvesse herdeiros. A junção das coroas da Grécia e da Baviera não seria aceita em hipótese alguma. Como co-garantidores da monarquia, as Grandes potências também habilitaram seus embaixadores na capital otomana a negociarem o fim da guerra. Com o protocolo assinado em 7 de Maio de 1832, a Grécia se tornou um Reino independente. O Império Otomano recebeu uma compensação de 40 milhões de piastres pela perda do território.
Em 21 de Julho de 1832, representantes das Grandes potências concluíram o Tratado de Constantinopla, que estabeleceu as fronteiras do novo Reino grego em uma linha que ligava a cidade de Arta (Αρτα) até a de Vólos (Βολος).

## Resultados da revolução

A primeira bandeira nacional da Grécia, adotada em 1822

As conseqüências da revolução grega foram ligeiramente ambíguas no curto-prazo. Uma nação independente grega foi estabelecida, mas com Grã-Bretanha, Rússia e França reivindicando por maior influência nas políticas gregas e com a "importação" da dinastia da Baviera e de um exército mercenário. O país foi devastado após dez anos de conflito, estava abarrotado de refugiados e propriedades turcas abandonadas, havendo ampla a necessidade de reforma agrária.
A nova nação continha 800 mil pessoas, menos do que um terço dos 2,5 milhões de habitantes gregos do Império Otomano. Durante grande parte do século seguinte, os gregos buscaram pela liberação dos territórios "irredentos" do Império Otomano, de acordo com Grande Ideia: o projeto de unir todos os gregos em um só país.
Como um povo, os gregos passaram a ser vistos como traidores no Império Otomano, especialmente entre a população muçulmana. Fanariotas que haviam possuído altos cargos no Império Otomano passaram a ser vistos com suspeita e perderam privilégios. Em Constantinopla e no restante do Império Otomano, onde banqueiros e mercadores gregos tinham forte presença, houve certa substituição por banqueiros armênios e mercadores búlgaros ganharam espaço.
No longo-prazo, a revolução grega se destaca como um evento desencadeador do colapso do Império Otomano. Pela primeira vez um povo cristão se livrou da dominação turca e estabeleceu um Estado totalmente independente e reconhecido pela Europa. Isso daria esperança a outros povos dominados pelo Império Otomano. Posteriormente, sérvios, búlgaros e romenos também conseguiriam expulsar os turcos de seus territórios e estabelecer Estados livres.